# Järkö
Järkö este o arie protejată (arie specială de conservare — SAC, sit de importanță comunitară — SCI) din Suedia întinsă pe o suprafață de 124,2 ha, integral pe uscat.

## Localizare
Centrul sitului Järkö este situat la coordonatele 56°05′32″N 15°43′08″E / 56.0921°N 15.719°E.

## Înființare
Situl Järkö a fost declarat sit de importanță comunitară în ianuarie 1997 pentru a proteja un număr necunoscut de specii din flora spontană și fauna sălbatică aflate în arealul zonei. Situl a fost protejat și ca arie specială de conservare în martie 2011.

## Biodiversitate
Situată în ecoregiunile continentală și marină baltică, aria protejată conține 5 habitate naturale: Golfuri mici largi și golfuri puțin adânci, Pășuni de coastă din Baltica boreală, Pajiști uscate europene, Formațiuni de Juniperus communis pe lande sau pajiști calcaroase, Roci stâncoase cu vegetație pionieră de Sedo-Scleranthion sau Sedo albi-Veronicion dillenii.
La baza desemnării sitului se află un număr nedeclarat de specii protejate.